# Ашхамаф, Дауд Алиевич
Дауд Алиевич Ашхамаф (адыг. Ӏашъхьэмаф Алий ыкъо Дауд; 1897 — 23 июля 1946) — первый адыгейский учёный-лингвист, фольклорист, просветитель и борец с неграмотностью, один из инициаторов и основоположников адыговедения.

## Биография
Родился в ауле Хакуринохабль Кубанской области, закончил медресе Уфы, учился в Институте Востока.
В 1920–1925 гг. работал учителем в Хакуринохабле, инспектором адыгейских школ при Майкопском окружном отделе народного образования, инспектором школ облоно, директором новой адыгейской опытно-показательной школы.
Окончил аспирантуру при Московском НИИ этнических и национальных культур народов Востока СССР по кафедре кавказского языкознания (1925–1929). Аспирант проф. Н. Ф. Яковлева, в сотрудничестве с которым занимался стандартизацией адыгейского алфавита и написанием грамматики и учебников адыгейского языка.
В 1927 году, будучи участником Общества по изучению Адыгейской автономной области вместе с С. Сиюховым, И. Цей, И. Наврузовым, стоит у истоков научно-исследовательского направления именуемого «адыговедением» и инициативы по организации Адыгейского республиканского института гуманитарных исследований имени Т. М. Керашева.
В 1929–1931 гг. – ученый секретарь, затем заместитель директора Адыгейского НИИ краеведения, преподаватель Адыгейского педучилища.
В 1931–1934 гг. – заведующий кафедрой адыгейского языка и литературы при историко-филологическом факультете Краснодарского пединститута.
В 1938–1941 гг. – заведующий секцией языка Адыгейского НИИ культурного строительства.
В 1941–1946 гг. – заведующий кафедрой русского языка и литературы Майкопского учительского института.
Скончался 23 июля 1946 года.
Учитывая заслуги ученого и педагога и его неразрывную связь с институтом, Д. А. Ашхамафа похоронили в институтском дворике. В 1960-х годах прах учёного был перенесён на городское кладбище из-за строительства нового институтского корпуса.
Имя Дауда Алиевича Ашхамафа присвоено научной библиотеке АГУ. В его названа одна из улиц Майкопа и школа в ауле Хакуринохабле.

## Основные работы
- Лъагьу (Тропа) (1926)
- Краткая грамматика адыгейского (кяхского) языка для школы и самообразования (1930)
- Учебник адыгейского языка для начальной школы (1933–1937)
- Грамматика и правописание, т. 2 (1933)
- Русский язык: учебник для 4 класса адыгейских школ (1934)
- О принципах построения адыгейской орфографии (1934)
- Грамматика адыгейского языка, ч. 2. Синтаксис (1936)
- Адыгейская орфография (1936)
- Проект адыгейского алфавита на русской основе (1936)
- Адыгейская орфография (1938)
- Краткий обзор адыгейских диалектов (1939)
- Адыгейский орфографический словарь (1940)
- Грамматика адыгейского литературного языка (1941)
- Букварь адыгейского языка (1944).